# Ruta Estatal de California 238
La Ruta Estatal de California 238, abreviada SR 238 (en inglés: California State Route 238) es una carretera estatal estadounidense ubicada en el estado de California. La carretera inicia en el Oeste desde la I 238  , I 580   en Castro Valley en sentido Este hasta finalizar en la I 680     en Milpitas. La carretera tiene una longitud de 23,2 km (14.393 mi).

## Mantenimiento
Al igual que las autopistas interestatales, y las rutas federales y el resto de carreteras estatales, la Ruta Estatal de California 238 es administrada y mantenida por el Departamento de Transporte de California por sus siglas en inglés Caltrans.

## Cruces
La Ruta Estatal de California 238 es atravesada principalmente por los siguientes cruces:

 SR 92  SR 185   en Hayward